# Daniel Kock
Daniel Kock, född 27 februari 1616 i Königsberg, död 8 december 1650 i Stockholm, var myntmästare från 1645. Han var son till myntmästaren Marcus Kock och far till assessorn Marcus Cronström.

## Biografi
Daniel Kock föddes 1616 i Königsberg. Han var son till myntmästaren Marcus Kock och Elisabet van Eijck. Kock blev 20 november 1645 kunglig myntmästare i Stockholm. Han avled 1650 i Stockholm och begravdes i Jacobs kyrka, där ett epitafium över honom sattes upp.

### Familj
Kock gifte sgi 1647 med Anna Trotzig (1628–1663). Hon var dotter till direktören Johan Trotzig och Kerstin Grooth. De fick tillsammans sonen hovrättsassessorn Marcus Cronström (död 1679). Efter Kocks död gifte Anna Trotzig om sig med livmedikus Johan von Wullen och danska hovrådet Esaias von Pufendorf.